# Ogrodniki (powiat moniecki)
Ogrodniki – wieś w Polsce położona w województwie podlaskim, w powiecie monieckim, w gminie Knyszyn.
W 1921 wieś (ówcześnie kolonia) należała do gminy Kalinówka.
Według Powszechnego Spisu Ludności z 1921 roku kolonię zamieszkiwało 65 osób, wśród których 49 było wyznania rzymskokatolickiego, 14 prawosławnego, jedna ewangelickiego i jedna mojżeszowego. Jednocześnie 51 mieszkańców zadeklarowało polską przynależność narodową a 14 białoruską. Było tu 10 budynków mieszkalnych.
W latach 1975–1998 miejscowość należała administracyjnie do województwa białostockiego.
W Ogrodnikach urodził się Krzysztof Jurgiel, prezydent Białegostoku, poseł na Sejm, senator, minister rolnictwa.
Wierni kościoła rzymskokatolickiego należą do parafii św. Anny w Kalinówce Kościelnej.